# Namur (província)
Namur (Namen em neerlandês) é uma província da Bélgica, localizada na região de Valônia. Sua capital é a cidade de Namur.

## Municípios
A província está dividida em três distritos administrativos ou arrondissements (em neerlandês arrondissementen) num total de 38 municipalidades.
| Distrito de Dinant: | Distrito de Namur: | Distrito de Philippeville:                                                          |
| - Anhée - Beauraing - Bièvre - Ciney - Dinant - Gedinne - Hamois - Hastière - Havelange - Houyet - Onhaye - Rochefort - Somme-Leuze - Vresse-sur-Semois - Yvoir | - Andenne - Assesse - Eghezée - Fernelmont - Floreffe - Fosses-la-Ville - Gembloux - Gesves - Jemeppe-sur-Sambre - La Bruyère - Mettet - Namur - Ohey - Profondeville - Sambreville - Sombreffe | - Cerfontaine - Couvin - Doische - Florennes - Philippeville - Viroinval - Walcourt |